# Stazione di Pyongyang
La stazione di Pyongyang (평양역?, 平讓驛?, Pyǒngyang-yǒkLR) è la principale stazione ferroviaria di Pyongyang, nella Repubblica Democratica Popolare di Corea.
Da questa stazione partono le linee Pyǒngbu e Pyǒngŭi, che hanno sostituito le linee Kyŏngbu e Kyŏngŭi, che un tempo univano Seul a Pyongyang prima della Guerra di Corea. La linea Pyǒngŭi parte da Pyongyang ed arriva fino a Sinŭiju, mentre la linea Pyŏngbu teoricamente passa per Seul e finisce la sua corsa a Pusan; tuttavia, in pratica, la linea si ferma a Kaesŏng. È inoltre servita dalla linea Pyǒngra che raggiunge Rajin e dalla linea Pyŏngnam che fa capolinea a Namp'o.

## Linee ferroviarie
- Linea Pyǒngbu per Kaesŏng
- Linea Pyǒngnam per Namp'o
- Linea Pyǒngra per Rajin
- Linea Pyǒngui per Sinŭiju

## Collegamenti
La stazione di Pyŏngyang è il centro dei trasporti del paese, ed è possibile raggiungere tutte le principali città, come Cheongju, Sinŭiju, Namp'o, Sariwŏn, Kaesŏng, Wŏnsan, Hamhŭng e Rasŏn. Oltre alle destinazioni nazionali sono presenti anche treni notturni a lunga percorrenza che collegano Pyongyang con Pechino e Mosca, tuttavia al momento non sono attivi servizi con Seul (che dista circa 250 km) e la Corea del Sud, sebbene teoricamente essi sarebbero praticabili, essendo i binari connessi.

## Struttura
La stazione è realizzata in superficie e fu inizialmente costruita durante il dominio giapponese sulla Corea. Tuttavia, durante la Guerra di Corea la stazione originale è andata distrutta, ed è stata successivamente ricostruita con 3 piani esterni e uno sotterraneo. Al piano sotterraneo è presente una biglietteria riservata al personale governativo, al piano terra la sala d'attesa, i servizi, la biglietteria per gli utenti ordinari e l'accesso ai binari. Al piano superiore si trovano uffici per il personale di stazione, e al terzo l'ufficio del capostazione. Sono presenti 5 binari, dei quali il numero 1 è il più spazioso. Sulla facciata sono posti i ritratti di Kim Il-Sung e Kim Jong-Il affiancati dalle scritte: “Lunga vita al grande leader e compagno Kim Jong-Un” (위대한 령도자 김정은 동지 만세!) e “Lunga vita al glorioso Partito dei Lavoratori di Corea” (영광스러운 조선로동당 만세!)